# Eleições estaduais de Bremen em 1979
As eleições estaduais de Bremen em 1979 foram realizadas a 7 de Outubro e, serviram para eleger os 100 deputados para o parlamento estadual.
O Partido Social-Democrata da Alemanha manteve-se como maior partido, permanecendo estável nos 49% dos votos e 52 deputados, que, também, significava a manutenção da maioria parlamentar.
A União Democrata-Cristã e o Partido Democrático Liberal tiveram maus resultados, com ambos os partidos a perderem dois deputados, cada um.
Por fim, de destacar a entrada no parlamento estadual de um novo partido, a Lista Verde de Bremen, que conseguiu 5,1% dos votos e 4 deputados.
Após as eleições, o SPD manteve-se na liderança do governo estadual, governando sozinho.

## Resultados Oficiais
| Partido      | Partido                     | Votos   | %     | +/-   | Deputados | +/-     |
| ------------ | --------------------------- | ------- | ----- | ----- | --------- | ------- |
|              | Partido Social-Democrata    | 201 129 | 49,4  | 0,7   | 52 / 100  | Estável |
|              | União Democrata-Cristã      | 129 985 | 31,9  | 1,9   | 33 / 100  | 2       |
|              | Partido Democrático Liberal | 43 730  | 10,7  | 2,3   | 11 / 100  | 2       |
|              | Lista Verde de Bremen       | 20 909  | 5,1   | Novo  | 4 / 100   | Novo    |
|              | Lista Alternativa           | 5 516   | 1,4   | Novo  | 0 / 100   | Novo    |
|              | Outros                      | 5 642   | 1,3   |       | 0 / 100   |         |
| Total        | Total                       | 406 911 | 100   |       | 100 / 100 |         |
| Participação | Participação                |         | 78,5  | 3,7   |           |         |
| Fonte        | Fonte                       | [ 1 ]   | [ 1 ] | [ 1 ] | [ 1 ]     | [ 1 ]   |